# Nowe Osiedle (Przędzel)
Nowe Osiedle – część  wsi Przędzel w Polsce, położona w województwie podkarpackim, w powiecie niżańskim, w gminie Rudnik nad Sanem.
W latach 1975–1998 Nowe Osiedle administracyjnie należało do województwa tarnobrzeskiego. 
Wierni Kościoła rzymskokatolickiego należą do Parafii Trójcy Przenajświętszej w Rudniku nad Sanem.